# Иванов, Фёдор Сергеевич
Фёдор Сергеевич Иванов (15 мая 1897 — 19 мая 1973) — советский военачальник, генерал-лейтенант (1940).

## Биография
В 1916 году был призван в Русскую императорскую армию. В годы Первой мировой воевал на Юго-Западном фронте в составе 15-го Кавказского стрелкового полка в звании младшего унтер-офицера, в 1917 году командовал взводом.
В апреле 1918 года вступил в Красную гвардию, был помощником начальника отряда. В Красной Армии с октября 1918 года. В годы Гражданской войны воевал на Юго-Западном фронте в должностях командира взвода, с января 1919 — помощника командира роты, с апреля 1919 — командира роты против войск генерала А. И. Деникина и на Восточном фронте в должности адъютанта батальона и командира батальона против войск адмирала А. В. Колчака. Затем был направлен на Симбирские пехотные командные курсы, по окончании которых в должности командира роты участвовал в Советско-польской войне. Член РКП(б) с 1919 года.
В 1924 окончил Киевскую пехотную школу имени рабочих Красного Замоскворечья. С июня 1924 года служил в 58-м стрелковом полку 2-й Туркестанской стрелковой дивизии: начальник учебно-мобилизационного отдела и начальник отдела по снабжению штаба полка, с февраля 1925 — командир роты, с апреля 1925 — командир батальона, с ноября 1927 года — начальник штаба 6-го Туркестанского стрелкового полка в той же дивизии на Туркестанском фронте (с 1926 года — Среднеазиатский военный округ). Участвовал в борьбе с басмачами вплоть до 1926 года.
Окончил Стрелково-тактические курсы усовершенствования комсостава РККА «Выстрел» имени Коминтерна в 1930 году. С апреля 1931 был назначен командиром 5-го Туркестанского стрелкового полка. С февраля 1935 — начальник и военный комиссар Одесского пехотного училища. В июле 1938 года выдвинут на должность командующего Винницкой армейской группы войск Киевского Особого военного округа (КОВО). 7 октября 1938 года утверждён членом Военного совета при народном комиссаре обороны СССР. В 1939 году назначен помощником командующего войсками КОВО по вузам, в том же году стал заместителем командующего войсками КОВО. Окончил КУВНАС при Военной Академии имени М. В. Фрунзе в 1941 году и в январе 1941 был назначен 2-м заместителем командующего войсками КОВО.

## Великая Отечественная война и арест
Войну начинал в должности заместителя командующего войсками КОВО, в июне 1941 года командовал оперативной группой войск 9-го и 19-го механизированных корпусов, которая проводила контрудар против 1-й танковой группы. С 30 июня по 27 июля 1941 — командующий 8-й армией. 4 августа по указанию Главкома Северо-Западного направления Ворошилова за «бездеятельность и бегство из района боевых действий под предлогом своей болезни» был арестован Особым отделом НКВД Северного фронта. 12 августа 1941 года Постановлением Военного совета Северо-Западного направления уголовное дело в отношении Иванова Ф. С. было прекращено, он был освобождён из-под стражи. С 17 августа по 1 сентября 1941 года — командир 2-й гвардейской Ленинградской дивизии народного ополчения. С 1 по 15 сентября — командующий 42-й армией Ленинградского фронта. За «самовольно отданный приказ об отступлении 42-й армии» был снят с должности командующего армией Жуковым и назначен начальником гарнизона и командующим войсками внутренней обороны Ленинграда.
Арестован 22 февраля 1942 года по Постановлению Управления особых отделов НКВД СССР. По материалам НКВД Иванов «сознался в том, что вёл среди своего окружения антисоветскую агитацию о том, что неуспехи Красной Армии в первые месяцы войны явились результатом якобы неправильной политики партии и Советского правительства по вопросам коллективизации сельского хозяйства. Утверждал, что крестьяне, составляющие основной контингент Красной Армии, не заинтересованы в дальнейшем ведении войны и, будучи лишены частной собственности, защищать Советскую власть якобы не хотят. Кроме того, Иванов высказывал антисоветские измышления по адресу советской печати, выражая неверие в правдивости сообщений Советского информбюро. Признал также, что, будучи командующим 8-й армией Ленинградского фронта, проявил трусость и, бросив армию, бежал с фронта».
21 декабря 1945 года по завершении расследования Булганин, Антонов и Абакумов направили И. В. Сталину предложения по освобождению нескольких ранее арестованных генералов, в их числе и Ф. С. Иванова. Постановлением следственного отдела ГУРК «Смерш» НКО СССР от 8 января 1946 года Иванов Ф. С. был освобождён из-под стражи «согласно специальному указанию», восстановлен в воинском звании, и срок нахождения под стражей был зачислен ему в срок воинской службы. С 1946 года — слушатель Высших академических курсов при Высшей военной академии им. К. Е. Ворошилова, после их окончания с июня 1947 года — помощник командующего 8-й механизированной армией Прикарпатского военного округа.
11 июля 1952 года приказом Военного министра СССР в возрасте 55 лет был уволен в запас.
Скончался 19 мая 1973 года.

## Воинские звания
- комбриг (26.11.1935[4]);
- комдив (23.07.1938[4]);
- комкор (4.11.1939[4]);
- генерал-лейтенант (4.06.1940[5]).

## Награды
- орден Ленина (5.11.1946)[6];
- три ордена Красного Знамени (22.02.1941[7], 6.05.1946[8], 20.06.1949[9]);
- медали СССР.